# Nikkaluokta
Nikkaluokta  (en Same du Nord Nihkkáluokta) est un village de la commune de Gällivare, dans le comté de Norrbotten, en Suède. Il est surtout connu comme étant un des principaux point d'accès vers le massif de Kebnekaise, à la jonction des vallées Vistasvagge, Ladtjovagge. Il est situé sur le sentier de randonnée Kungsleden.